# Jüdischer Friedhof (Dieweg)

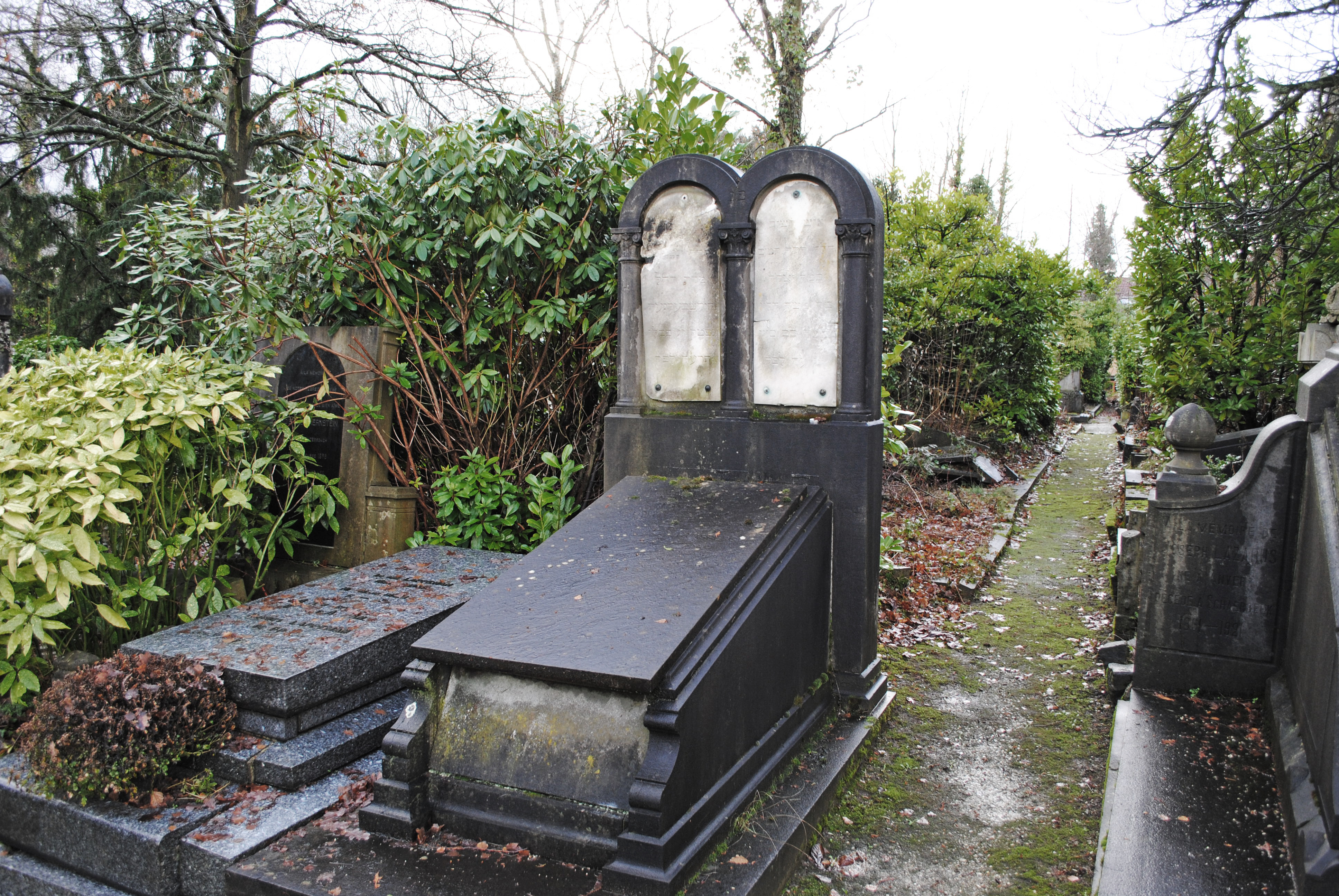
Jüdischer Friedhof in Dieweg

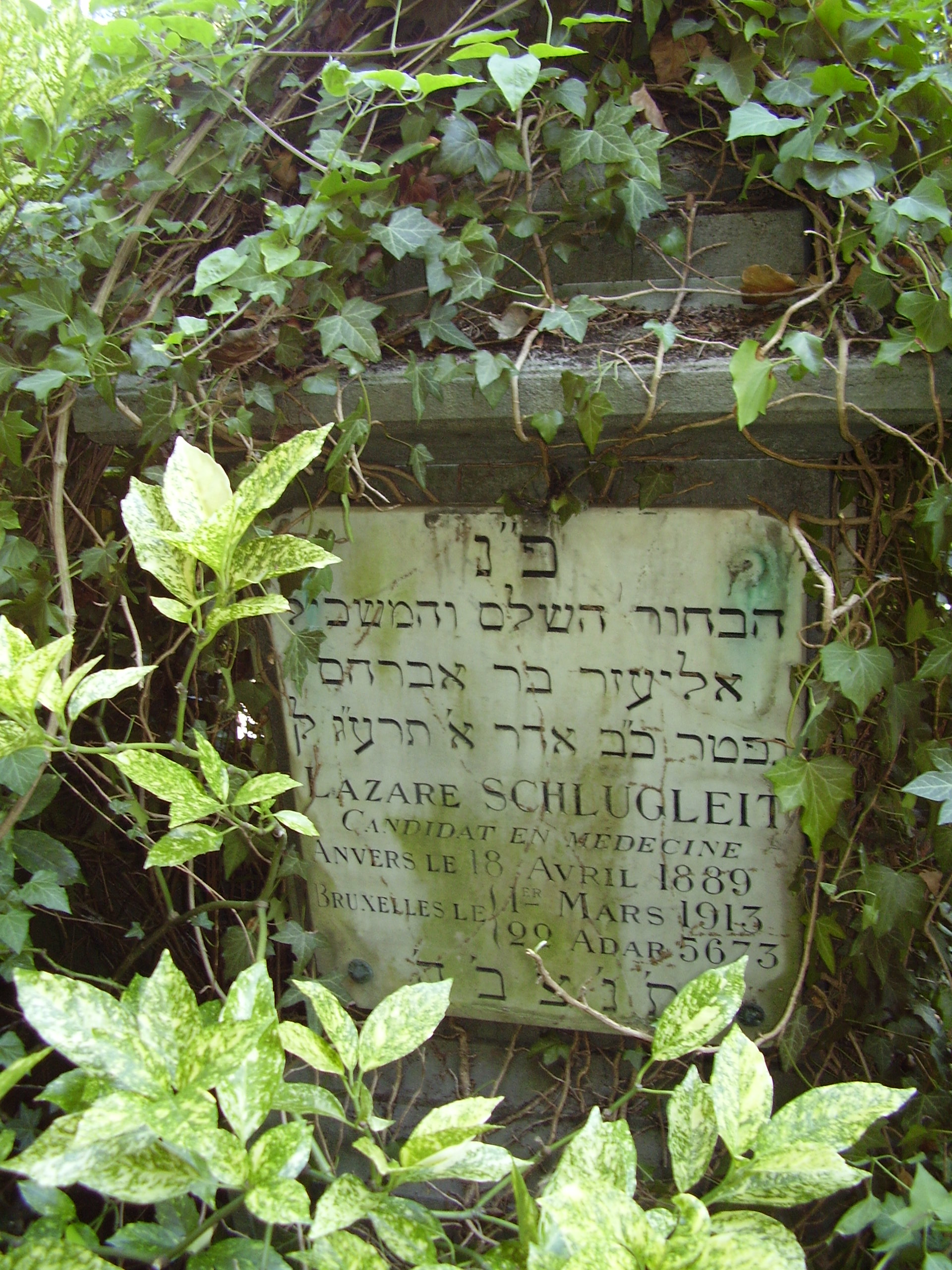

Der Jüdische Friedhof Dieweg ist ein Teil des Friedhofs im Brüsseler Stadtteil Uccle/Ukkel (Brüssel).

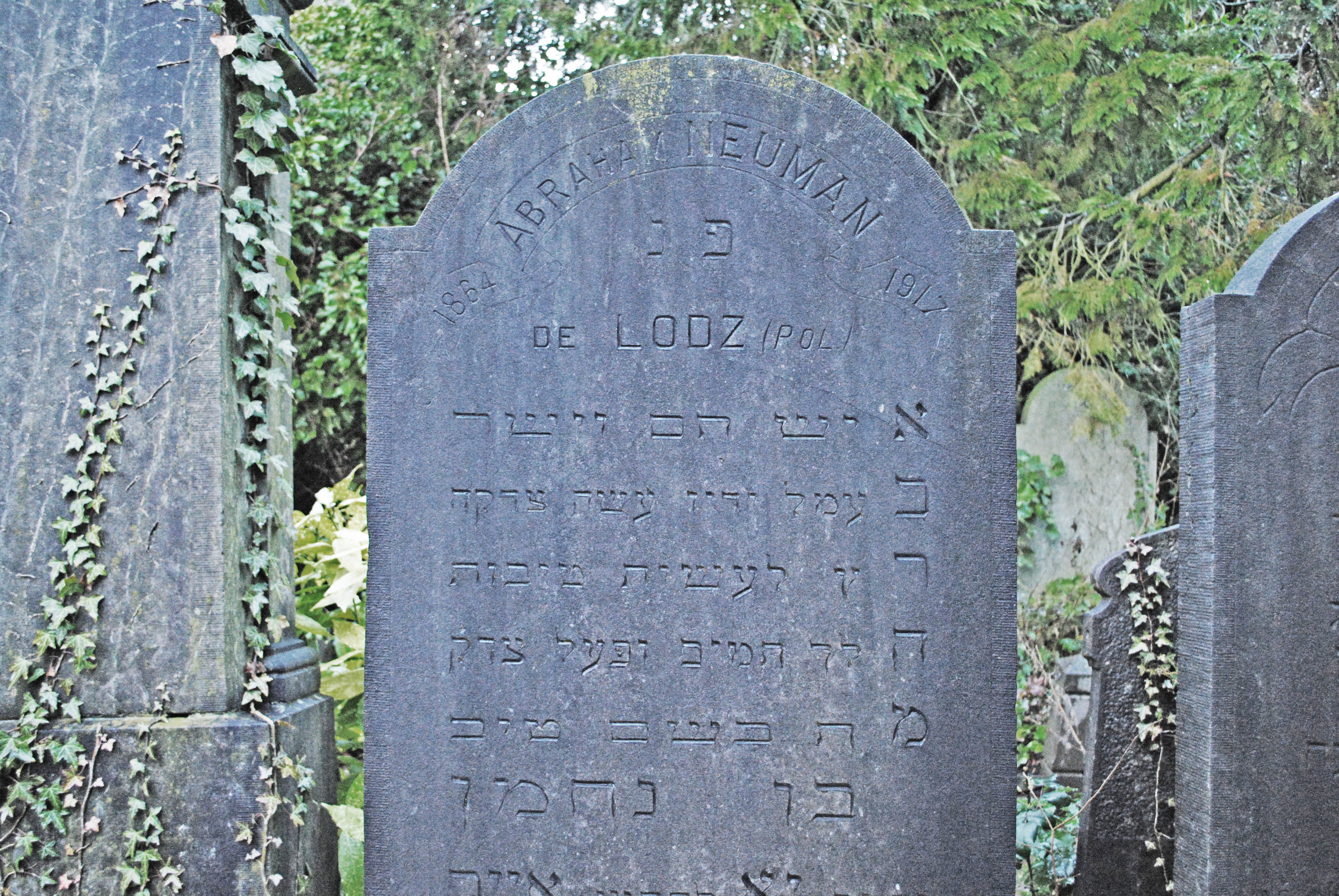

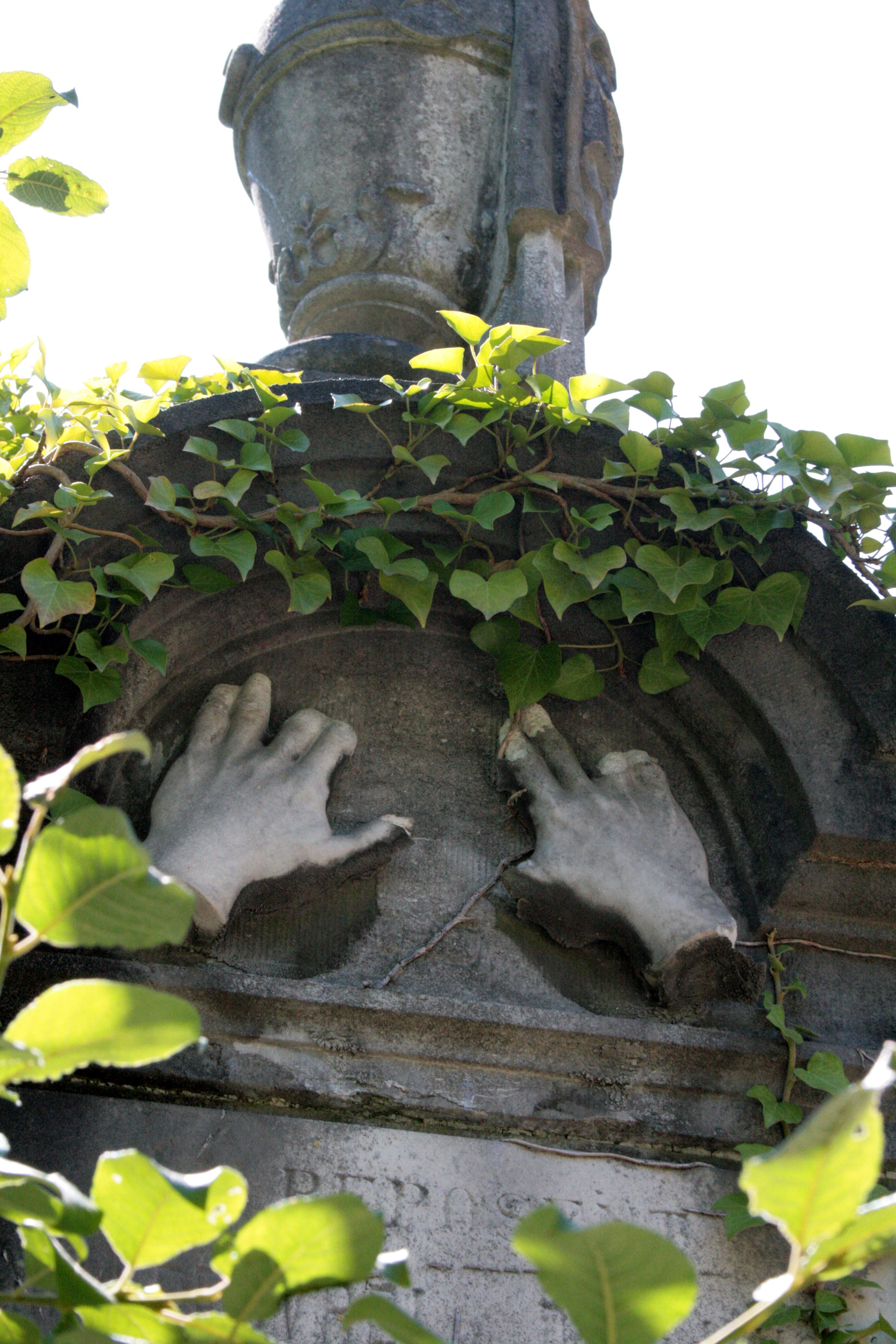

Der jüdische Friedhof liegt im Friedhof am Dieweg (Cimetière du Dieweg). Er ist ein Friedhof für aschkenasische Juden aus 15 verschiedenen Ländern und dessen Epitaphe und Inschriften Gegenstand von Studien waren.